# Leiobunum luteum
Leiobunum luteum is een hooiwagen uit de familie Sclerosomatidae.